# Phanodesta cordaticollis
Phanodesta cordaticollis es una especie de coleóptero de la familia Trogossitidae.

## Distribución geográfica
Habita en Chile.